# Montérégie-Est
La Montérégie-Est est une ancienne subdivision de la région administrative de la Montérégie ayant existé de 2004 à 2015, qui regroupait les neuf municipalités régionales de comté (MRC) situées à l'époque dans l'est de la Montérégie. La Montérégie-Est couvrait une superficie de 7 125 km2 et regroupait une population de 632 415 habitants en 2011.
La subdivision de la Montérégie en trois territoires représentés chacun par une conférence régionale des élus (CRÉ) était unique au Québec et était inscrite dans la Loi sur le ministère des Affaires municipales, des Régions et de l'Occupation du territoire. Les deux autres subdivisions de la Montérégie étaient l'agglomération de Longueuil et la Vallée-du-Haut-Saint-Laurent.
Elle a été abrogée en 2015 lors de l'entrée en vigueur d'un amendement à la Loi sur le ministère des Affaires municipales, des Régions et de l'Occupation du territoire, dont l'effet a été de dissoudre les Conférences régionales des élus et d'annuler la division de la Montérégie en trois sous-régions.

## Population
| Municipalité régionale de comté / Division de recensement | Population (2001) | Population (2011) | Part (2011) | Densité (2011) (hab./km2) | Variation (2001-2011) |
| --------------------------------------------------------- | ----------------- | ----------------- | ----------- | ------------------------- | --------------------- |
| Acton                                                     | 15 167            | 15 381            | 2,4 %       | 26,5                      | 1,4 %                 |
| Brome-Missisquoi                                          | 50 973            | 55 621            | 8,8 %       | 33,7                      | 9,1 %                 |
| La Haute-Yamaska                                          | 74 367            | 85 042            | 13,4 %      | 133,6                     | 14,4 %                |
| La Vallée-du-Richelieu                                    | 96 150            | 116 773           | 18,5 %      | 198,3                     | 21,4 %                |
| Le Haut-Richelieu                                         | 100 753           | 114 344           | 18,1 %      | 122,1                     | 13,5 %                |
| Les Maskoutains                                           | 78 917            | 84 248            | 13,3 %      | 64,7                      | 6,8 %                 |
| Marguerite-D'Youville                                     | 64 010            | 74 416            | 11,8 %      | 215,4                     | 16,3 %                |
| Pierre-De Saurel                                          | 50 066            | 50 900            | 8,0 %       | 85,1                      | 1,7 %                 |
| Rouville                                                  | 29 980            | 35 690            | 5,6 %       | 73,9                      | 19,0 %                |
| Montérégie-Est                                            | 560 383           | 632 415           | 100 %       | 88,8                      | 12,9 %                |

## Santé
CISSS Montérégie-Est
- CSSS Pierre-De Saurel
- CSSS Pierre-Boucher
- CSSS Richelieu-Yamaska

CIUSSS de l’Estrie-Centre hospitalier universitaire de Sherbrooke
- CSSS La Pommeraie (Brome-Missisquoi)
- CSSS de la Haute-Yamaska

## Éducation
- Commission scolaire des Hautes-Rivières
- Commission scolaire de Saint-Hyacinthe
- Commission scolaire du Val-des-Cerfs
- Commission scolaire de Sorel-Tracy

## Concertation régionale
De 2003 à 2016, une Conférence régionale des élus (CRÉ) de la Montérégie-Est a existé. Son siège était situé à McMasterville et son dernier président était Michel Picotte.

## Toponymie autochtone
La région comprend des territoires de chasse de la Nation Waban-Aki, plusieurs lieux de la région possèdent des noms en langue abénaqui, tels que Maskoutains, Missisquoi, Yamaska, etc.